# Pogoniulus
Pogoniulus é um género de ave piciforme da família Lybiidae, que compreende as espécies de barbadinhos.
Este género contém as seguintes espécies:
- Barbadinho-malhado (Pogoniulus scolopaceus)
- Barbadinho-da-montanha (Pogoniulus coryphaea)
- Barbadinho-de-bigode (Pogoniulus leucomystax)
- Barbadinho-verde (Pogoniulus simplex)
- Barbadinho-de-uropígio-vermelho (Pogoniulus atroflavus)
- Barbadinho-da-garganta-amarela (Pogoniulus subsulphureus)
- Barbadinho-de-uropígio-limão (Pogoniulus bilineatus)
- Barbadinho-de-fronte-amarela (Pogoniulus makawai)
- Barbadinho-malhado (Pogoniulus chrysoconus)
- Barbadinho-de-fronte-vermelha (Pogoniulus pusillus)